# Горобець Іван Григорович
Іва́н Григо́рович Горобе́ць (1909 , Діївка, Катеринославський повіт, Катеринославська губернія, Російська імперія  — не раніше 1969 ) — український радянський і компартійний діяч, секретар ЦК КП(б)У із металургійної промисловості, 2-й, згодом 1-й секретар Дрогобицького обласного комітету КП(б)У. Депутат Верховної Ради УРСР 2—3-го скликань. Кандидат у члени ЦК КП(б)У в 1938–1946 роках. Член ЦК КП(б)У в 1946–1954 роках.

## Біографія
Народився 1909 року в родині робітника-залізничника в селі Діївка Катеринославської губернії, тепер у складі міста Дніпро Дніпропетровської області.
Трудову діяльність розпочав на заводі імені Карла Лібкнехта в місті Катеринославі. Закінчив школу фабрично-заводського навчання, працював учнем ливарника на заводі, згодом набув і кваліфікацію ливарника. Член ЛКСМУ з 1924 року.
У 1927–1933 роках — студент Дніпропетровського металургійного інституту. Отримав спеціальність інженер-металург.
Член ВКП(б) з 1931 року.
У 1934–1937 роках — на керівній інженерно-технічній роботі на Миколаївському суднобудівному заводі імені Марті та на Дніпропетровському заводі імені Карла Лібкнехта. У 1937–1938 роках — секретар партійного комітету Дніпропетровського заводу імені Карла Лібкнехта.
У 1938 році — 1-й секретар Амур-Нижньодніпровського райкому КП(б)У міста Дніпропетровська.
У червні 1938 – квітні 1939 року — завідувач промислово-транспортного відділу ЦК КП(б)У. У квітні – грудні 1939 року — завідувач організаційно-інструкторського відділу ЦК КП(б)У. У грудні 1939–1941 роках — завідувач відділу металургійної промисловості ЦК КП(б)У. У травні 1941 — листопаді 1942 роках — секретар ЦК КП(б)У із металургійної промисловості.
У 1942–1943 роках — заступник завідувача відділу Управління кадрів ЦК ВКП(б).
У лютому — вересні 1943 року — 2-й секретар Кемеровського обласного комітету ВКП(б).
У жовтні 1943 – липні 1944 року — завідувач відділу металургійної промисловості ЦК КП(б)У і заступник секретаря ЦК КП(б)У із металургійної промисловості.
У липні 1944 – 1947 року — 2-й секретар Дрогобицького обласного комітету КП(б)У.
У вересні (затв.) 1947 – 27 вересня 1949 року — 1-й секретар Дрогобицького обласного комітету КП(б)У.
У вересні 1949–1951 роках — слухач Вищої партійної школи при ЦК ВКП(б), слухач курсів перепідготовки керівних партійних і радянських працівників при ЦК ВКП(б) у Москві.
У лютому 1951 — вересні 1952 року — секретар Львівського обласного комітету КП(б)У.
У вересні 1952 — 24 листопада 1953 року — 1-й секретар Чернівецького обласного комітету КП(б)У.
У січні 1954–1958 роках — головний контролер і член колегії Міністерства державного контролю УРСР.
У 1958–1963 роках — завідувач відділу перевірки в питаннях важкої промисловості і транспорту та член Комісії радянського (з 1961 року — державного) контролю.
З 1966 року — начальник відділу експортних постачань Управління експортних та імпортних постачань Головного управління Ради Міністрів УРСР по матеріально-технічному забезпеченню.

## Нагороди
- орден Леніна (23.01.1948)
- орден Червоної Зірки
- орден Знак Пошани (20.07.1940)
- Почесна Грамота Президії Верховної Ради УРСР (1.04.1969)
- медалі